# رله حالت جامد
رله حالت جامد (SSR) یک المان سوئیچینگ الکترونیکی است؛ که در آن با یک سیگنال کنترلی می‌توان جریان یا ولتاژ بزرگتر را کنترل کرد.عملکرد SSR شبیه رله‌های الکترومکانیکی می‌باشد با این تفاوت که در این المان هیچ قسمت متحرکی وجود نداشته و نسبت به آن دارای ابعاد کوچکتری می‌باشد. عدم وجود قسمت متحرک در SSR موجب افزایش عمر قطعه شده و در مداراتی که تعداد دفعات کلید زدن زیاد می‌باشد کاربرد دارد.
چنانچه بخواهیم در بارهای DC از SSR استفاده کنیم در ساختمان داخلی از ماسفت‌هایی به صورت موازی با یکدیگر استفاده می‌شود تا میزان جریان قابل تحمل SSR نیز افزایش یابد.
سه پارامتر جهت انتخاب یک SSR باید لحاظ شود که در ذیل به آه اشاره می‌ شود:
1. محدوده و نوع ولتاژ کنترلی جهت قطع و وصل SSR که دو حالت DC control input و AC control input می‌باشد.
2. ولتاژی که به دو سر خروجی وصل می‌گردد (به دو سر سوئیچ) که این ولتاژ نیز دو حالت DC یا AC می‌باشد.
3. حداکثر جریان عبوری از سوئیچ الکترونیکی در خروجی.

## تصاویر
|  |  |  |  |